# Зевксіппа (дочка Ламедона)
Зевксі́ппа (дав.-гр. Ζευξίππη, ім'я означає «та, що запрягає коней») — персонаж давньогрецької міфології, дочка сікіонського царя Ламедона і його дружини Фено. Була дружиною Сікіона, від нього народила Хтонофілу.